# Un perro de otro mundo
Un perro de otro mundo (en inglés Good Boy!) es una película infantil de 2003, protagonizada por Liam Aiken y dirigida por John Hoffman, que cuenta cómo un niño encuentra un perro del espacio.

## Historia
Owen Baker (Liam Aiken), un solitario jovencito de doce años de edad, ha estado trabajando como paseador de perros en su barrio para ganarse el privilegio de poder tener su propio perro. Su duro trabajo da sus frutos cuando sus padres, el señor y la señora Baker (Molly Shannon y Kevin Nealon), dejan a Owen adoptar a un desaliñado perro al que pone el nombre de Hubble. Tanto el perro como el chico van a conseguir mucho más de lo que hubieran previsto cuando Owen se despierta una mañana y descubre que puede entender todo lo que Hubble dice, incluyendo la fatídica frase: “Llévame ante tus jefes”. Owen descubre que la raza canina llegó a la Tierra hace miles de años para colonizar y dominar el planeta. Hubble (que en realidad se llama Cánido 3942) ha sido enviado por el poderoso El Más Grande de los Grandes Daneses en una misión desde la Estrella Perruna de Sirius para comprobar si los perros han visto cumplido su misión. A pesar de los denodados esfuerzos del tropel de perros del vecindario de Owen para convencerlo de lo contrario, Hubble pronto descubre la terrible realidad sobre los perros de la Tierra: “¡Todos son animales domésticos!” Ahora Owen (un chico que nunca ha tenido amigos) y Hubble (un perro que nunca los ha necesitado) deben trabajar juntos para preparar a los perros del barrio ante la inminente visita de El Más Grande de los Grandes Daneses o ¡todos los perros serán eliminados del planeta! El destino de los perros de la Tierra pende de un hilo y tendrán que ser Owen, Hubble y sus colegas caninos quienes tengan que salvar al mejor amigo del hombre.

## Argumento
Owen Baker es un niño de 12 años que ha estado trabajando como paseador de perros en el vecindario para poder tener el privilegio de tener un perro propio. Su esfuerzo da frutos cuando sus padres, el Sr. y la Sra. Baker, le permiten adoptar un Border Terrier desaliñado al que llama Hubble. Owen tiene poco tiempo para hacer amigos duraderos debido a las reformas y reventas de casas que realizan sus padres, así que espera que Hubble sea su mejor amigo.
Owen tiene una amiga llamada Connie Flemming, una niña de su edad que vive en el vecindario, pero también sufre acoso por parte de dos niños llamados Frankie y Fred. Poco después de adoptar a Hubble, Owen descubre que su nuevo perro, anormalmente inteligente, en realidad vino del espacio exterior. Owen se despierta a la mañana siguiente y descubre que ahora puede entender cada palabra que dice Hubble, incluyendo la siniestra frase: "Llévame ante tus jefes".
Owen descubre que los perros llegaron a la Tierra hace miles de años para colonizar y dominar el planeta. Hubble, cuyo verdadero nombre es Canino 3942, ha sido enviado por la poderosa Gran Danés en una misión desde la Estrella Canina Sirius 7 para asegurarse de que los perros hayan cumplido con su destino.
Los perros que Owen pasea incluyen a la mimada Caniche Barbara Ann, el revoltoso Bóxer Wilson, la nerviosa Lebrel italiano Nelly y el Boyero de Berna Shep, el gaseoso perro de Connie.
A pesar de los esfuerzos de Owen y este grupo de perros del vecindario por convencer a Hubble de que todo está bien con los perros de la Tierra, Hubble pronto descubre la terrible verdad sobre los perros terrestres: "¡Todos son animales domésticos!". La situación empeora cuando Hubble descubre que la Gran Danés se dirige a la Tierra para realizar su propia inspección. Si las cosas no pintan bien, todos los perros de la Tierra serán llamados de vuelta a Sirius.
Owen y Hubble deben trabajar juntos para preparar a los perros del vecindario para la visita de la Gran Danés y su secuaz, el Perro Crestado Chino. Owen, Hubble, Connie y sus amigos caninos se proponen poner a los demás perros en forma para que puedan pasar la prueba.
Los esfuerzos de Owen fracasan y la Gran Danés llama a todos los perros de la Tierra. Disgustado, Owen repara el comunicador de Hubble y le envía un mensaje diciéndole cuánto lo ama. La Gran Danés escucha el mensaje y, sintiendo curiosidad, le pregunta a Hubble por su opinión sobre por qué los perros de la Tierra están subordinados a la humanidad cuando deberían gobernarla. Hubble cree que los perros y los humanos han forjado un vínculo de amor y lealtad. Cuando le preguntan dónde reside su propia lealtad, Hubble le pide a la Gran Danés que se refiera a él como Hubble en lugar de Canino 3942, demostrando así su vínculo con Owen. Como resultado, La Gran Danés devuelve a los perros de la Tierra y declara que son de una raza diferente. Hubble también puede regresar, pero con la condición de que le quite a Owen la capacidad de comunicarse con los perros. Los padres de Owen deciden quedarse en la ciudad por una vez, y Hubble empieza a integrarse como perro terrestre.

## Personajes
Hubble - Canino-3942(Matthew Broderick, doblado al español por Carlos Espejel). Este perro, de mente superior a los demás perros, se comunicó por primera vez con Owen mediante un ladrido aturdidor que nadie es capaz de resistir. Owen lo encontró y lo llamó Hubble, pero su nombre oficial del espacio es Canino-3942. Al principio parecía no ser más que un cachorro lindo y amistoso, pero cuando se descompuso su Celuladrar fue cuando pudo hablar y comunicarse con Owen.
Owen Baker(Liam Aiken)
El niño que encontró a Hubble como un perro raro y amistoso llegó a tener una buena relación de amigos con él.. él es paseador de perros del vecindario pero a veces le pesan su madre la Señora Baker el anhelaba tener un perro como los demás así que cuando fue al refugio se volvió a encontrar a Hubble ahí lo adoptó su relación no iba también hasta después de un largo entrenamiento a los perros.. Además está enamorado de Conny.
Barbara
Barbara es una caniche muy bonita y esta tiene arreglos en su larga cabellera le pintan las uñas le arreglan su cabello se acuesta en los sillones es una elegante perra, su dueña la cuida mucho y ella no quiere que le pase nada a su dueña por eso es muy delicada y no corre demasiado rápido para no lastimar sus uñas. Es paseada por Owen Baker.
Wilson
Es un Boxer muy alegre y buena onda le encanta perseguir las pelotas, correr y pasársela a todo dar este perro corre muy rápido ya que una ocasión logró atrapar la pelota 2 veces. Es paseado por Owen Baker.
Sheep(Carl Reiner)
Es un Boyero de Berna un poco viejo más grande que Barbara es el perro de Conny a este perro le encanta jugar tanto como a Wilson hasta come comida de humanos no puede saltar tanto como los demás, es el más lento del grupo de perros en el vecindario pero aunque una vez logró a atrapar la pelota, cuando come comida humana se echa gases.
Nelly(Brittany Murphy)
La más pequeña de todo el grupo es tipo Chihuahua es la más rápida pero como es muy pequeña casi no corre bien, ella es muy nerviosa habla a veces tartamudeando, en una ocasión se hizo pipi delante de todos.. Ella es muy dulce, más que Barbara, es dueña de un Anciano muy amistoso. Es paseada por Owen Baker.
- Datos: Q1660806